# Ildibad
Ildibad, včasih tudi Hildebad (latinsko Hildibaldus, grško starogrško Ιλδίβαδος, Ildíbados) je bil leta 540–541 kralj italskega Ostrogotskega kraljestva, * ni znano, † 541.

## Življenje
Ildibad je bil nečak Teudisa, ostrogotskega kralja Vizigotov v Hispaniji. Zgodovinar  Peter Heather je iz njunega sorodstva sklepal, da sta oba pripadala močnemu ne kraljevskemu klanu. Leta 540 je ostrogotskega kralja Vitigeza v Raveni ujel bizantinski magister militum Belizar. Med ujetniki so bili tudi Ildibadovi otroci. Ildibad in Goti severno od Pada se niso nameravali predati bizantinskim oblastnikom, po izgubi Ravene pa so se, morda ravno zaradi otrok, začeli pogajati o predaji.
Po Vitigezovem ujetju je vodilni kandidat za ostrogotski prestol postal general Uraja, Vitigezov nečak in usposobljen vojaški poveljnik, odgovoren za Pavio. Uraja je ponudbo zavrnil in za kralja predlagal Ildibada, takrat zadolženega za  Verono. Pavia in Verona sta bili takrat edini mesti, ki sta še bili pod ostrogotsko oblastjo. Ildibad je po izvolitvi za kralja preselil prestolnico v Pavio in se ponovno poskušal pogajati z Bizantinci o predaji, vendar je Belizar ob svojem odhodu  v Konstantinopel s seboj odpeljal tudi Vitigeza in Ildibadove otroke in vojna se je nadaljevala. Vizigotsko ozemlje je takrat obsegalo samo ozek pa med Pavio in Verono. Vojska je štela komaj tisoč mož, a je njihovo število naraščalo.
Pomanjkanje koordinacije med preostalimi bizantinskimi poveljniki je Ildibadu omogočilo, da je svojo oblast razširil v Ligurijo in Veneto. Leta 541 se je pred dobro utrjenim Trevisom spopadel z njegovim vojaškim poveljnikom Vitalijem in precejšnjo vojsko Herulov in zmagal. Vitalij je komaj pobegnil z bojišča, vodja Herulov pa je bil ubit. Za vojaškega poveljnika Trevisa je bil imenovan Ildibadov nečak Totila. Ildibad je po zmagi lahko razširil svojo oblast po celotni Padski nižini in dobil večjo podporo med Goti, medtem ko sta mu uničujoča rimska obdavčitev provinc in pomanjkanje koordinacije med bizantinskimi generali omogočila pridobitev številnih rimskih dezerterjev.
Leta 541 je Uraja umoril Ildibada. Po Prokopiju je njegov umor spodbudila Ildibadova žena, užaljena zaradi Urajevega razkošnega življenjskega sloga. Herwig Wolfram trdi, da gre za Prokopijevo izmišljotino, da bi "poosebil" vzroke političnih dogodkov. Resnični razlog za njegov umor je bil, da se je Vitigezov klan povezal z negotskimi barbari, vključno z Rugi in verjetno z Gepidi, in skoval zaroto proti Ildibadu. Kakor koli že, maja 541 je Ildibada na kraljevem banketu umoril njegov gepidski osebni stražar Velas, čigar gotsko ljubezen je Ildibad med Velasovo odsotnostjo poročil z nekom drugim.
Pomanjkanje ustreznega naslednika je Rugom omogočilo, da so za ostrogotskega kralja postavili svojega poglavarja Erarika. Erarik je Gote izdal in se na skrivaj pogajal z Bizantinci, da jim za primeren denar preda Vizigotsko kraljestvo. Goti so prepoznali njegovo prevaro in v Pavii ponudili prestol Ildibadovemu nečaku Totili. Totila se je začel pogajati s cesarskim poveljnikom Ravene in zahteval Erarikovo usmrtitev, če bi slednji sprejel ostrogotsko krono. Ko so Erarika oktobra 541  ubili Totilovi pristaši, je prestol nasledil Totila in vladal  več kot deset let.